# Agapia
Agapia là một xã thuộc hạt Neamț, România. Dân số thời điểm năm 2002 là 4572 người.